# Eleição da cidade-sede dos Jogos Olímpicos de Verão de 2016
O processo de eleição da cidade-sede dos Jogos Olímpicos de Verão de 2016 ocorreu entre 2007 e 2009 e contou com a participação de sete cidades de três continentes. Outras ainda planejaram participar do processo, mas não se inscreveram.
Em 13 de setembro de 2007 encerrou-se o prazo de inscrições. Duas cidades da América (Chicago e Rio de Janeiro), duas da Ásia (Doha e Tóquio) e três da Europa (Baku, Madri e Praga) oficializaram a postulação. Em junho de 2008, o Comitê Olímpico Internacional escolheu, baseado no relatório do Grupo de Trabalho designado para analisar os sete projetos, as quatro cidades que se tornariam finalistas: Chicago, nos Estados Unidos, Tóquio, no Japão, Rio de Janeiro, no Brasil, e Madri, na Espanha.
A segunda fase começou com o Programa de Observação dos Jogos Olímpicos de Verão de 2008, em Pequim. Depois de elaborar o seu livro de candidatura e receber a visita da Comissão Avaliadora do Comitê Olímpico Internacional, as cidades agora candidatas participaram, em junho, de um encontro, promovido pela primeira vez na história, com os membros do COI, que elegeriam a cidade-sede dos Jogos de 2016.
Em setembro, a Comissão Avaliadora divulgou o relatório com suas impressões sobre os projetos finalistas. Tóquio, a cidade que teve a nota preliminar mais alta, perdeu o favoritismo, principalmente devido aos baixos níveis de apoio popular que a candidatura recebia. Chicago sofreu com protestos internos e com problemas com as leis americanas. Madri também teve problemas com a  legislação, sofrendo sérias críticas da Comissão Avaliadora. O Rio de Janeiro, apesar de ter tido boas notas, teve problemas com a acomodação e os transportes. As avaliações foram consideradas equilibradas, não sendo possível até então apontar alguma cidade como favorita, nem pelo presidente do COI, Jacques Rogge, nem pelos membros da entidade, que tinham o direito de escolher a vencedora, assim como por órgãos de imprensa e sites especializados.
A cidade-sede dos Jogos Olímpicos e Paralímpicos de Verão de 2016 foi escolhida em 2 de outubro de 2009, em Copenhague, na Dinamarca, em votação durante a 121ª Sessão do Comitê Olímpico Internacional. Após as eliminações de Chicago e Tóquio, Madri e Rio de Janeiro chegaram à final, vencida pela candidatura brasileira, com mais de 2/3 dos votos. Esta é a primeira vez que os Jogos Olímpicos terão uma sede na América do Sul.

## Processo de eleição
O processo de eleição da cidade-sede de uma edição dos Jogos Olímpicos dura sete anos, começando com a inscrição da cidade postulante, através de seu Comitê Olímpico Nacional, e terminando com a eleição da sede, realizada durante uma Sessão do COI. O processo é regido pela Carta Olímpica, em seu quinto capítulo. Após o prazo de inscrições, as cidades postulantes respondem a um questionário com temas importantes para uma organização bem sucedida. Após um estudo detalhado dos questionários, o Comitê Executivo do COI seleciona as cidades classificadas para a fase seguinte, as candidatas oficiais. Na segunda fase, as cidades candidatas respondem a outro questionário, mais detalhado. Esses documentos são cuidadosamente estudados pela Comissão Avaliadora do COI, que também faz inspeções de quatro dias em cada uma das cidades candidatas, nas quais verifica os locais de competição planejados e conhece detalhes dos projetos. A Comissão Avaliadora divulga, cerca de um mês antes da Sessão em que vai ocorrer a votação, um relatório com as impressões do grupo. Na Sessão do COI em que ocorre a eleição, os membros ativos do Comitê Olímpico (excluindo os honorários) têm direito a um voto cada. Membros de países com cidades candidatas não podem votar enquanto estas não forem eliminadas. O processo é repetido quantas vezes for preciso até que uma candidata atinja a maioria absoluta dos votos. Se isso não acontecer na primeira rodada, a cidade com menos votos é eliminada e uma nova sessão começa. Em caso de empate no último lugar, uma rodada extra ocorre para desfazê-lo, com a vencedora se classificando para a seguinte. A cada rodada o nome da cidade eliminada é anunciado. Após o anúncio final, a cidade-sede eleita assina o "Contrato de Cidade-sede" com o COI, que delega as responsabilidades de organizar os Jogos ao país e ao seu respectivo CON.

## O processo de 2016

### Cronograma
| Data                     | Evento                                                                                         |
| ------------------------ | ---------------------------------------------------------------------------------------------- |
| 14 de maio de 2007       | Abertura do processo de candidatura.                                                           |
| 13 de setembro de 2007   | Encerramento do prazo de inscrição para as Cidades Postulantes.                                |
| 14 de janeiro de 2008    | Data final para envio do relatório com as respostas ao questionário do COI.                    |
| Janeiro a junho de 2008  | Avaliação dos relatórios enviados.                                                             |
| 4 de junho de 2008       | Divulgação das Cidades Candidatas.                                                             |
| 8 a 24 de agosto de 2008 | Programa de Observação dos Jogos Olímpicos - Pequim 2008.                                      |
| 12 de fevereiro de 2009  | Envio dos livros de candidatura das Cidades Candidatas.                                        |
| 2 de setembro de 2009    | Publicação do Relatório da Comissão Avaliadora, com as impressões sobre as cidades candidatas. |
| 2 de outubro de 2009     | Eleição da sede dos Jogos Olímpicos de 2016 em Copenhague, Dinamarca.                          |

### Potenciais candidatas

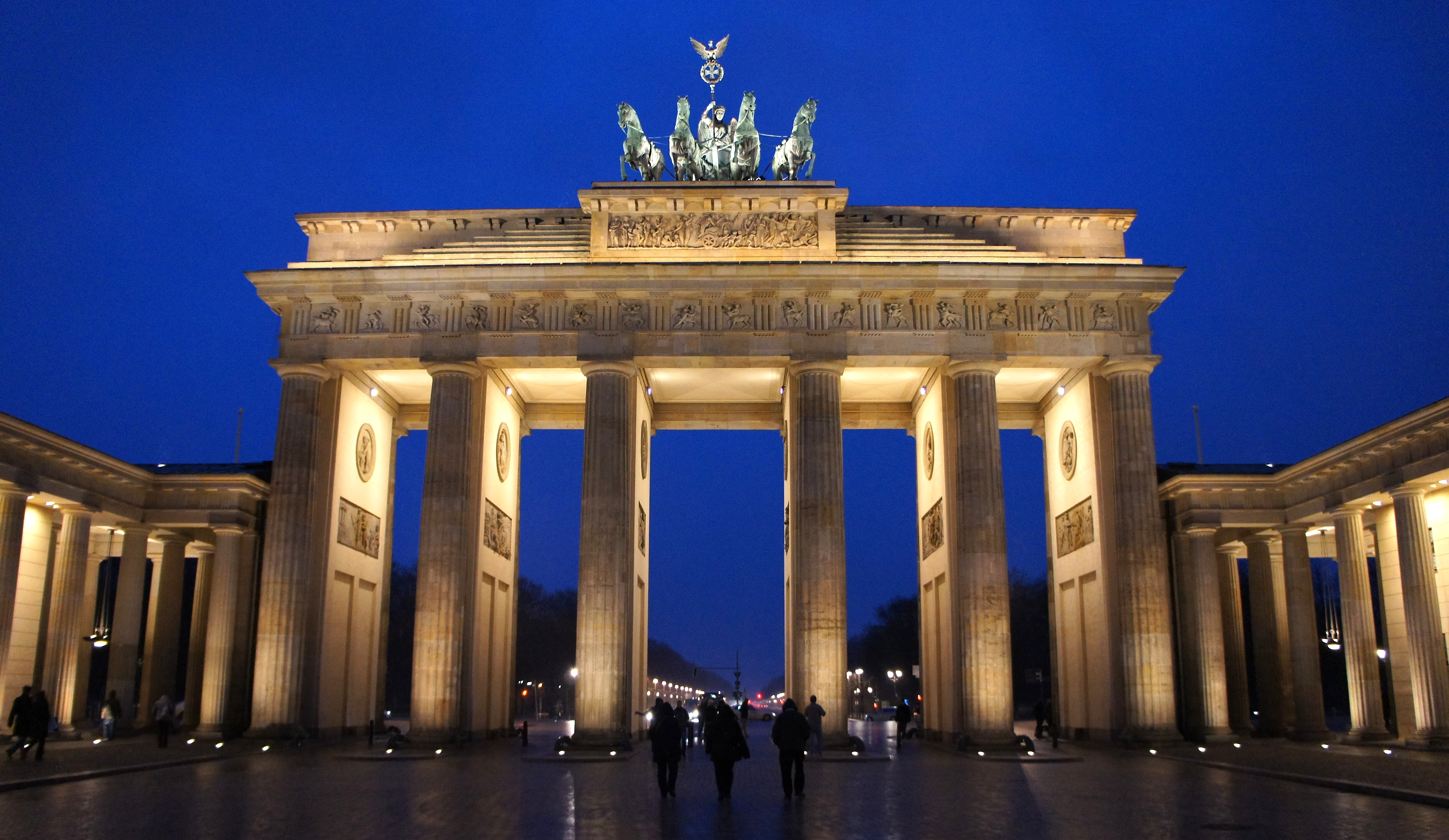
Berlim teve sua candidatura cancelada.

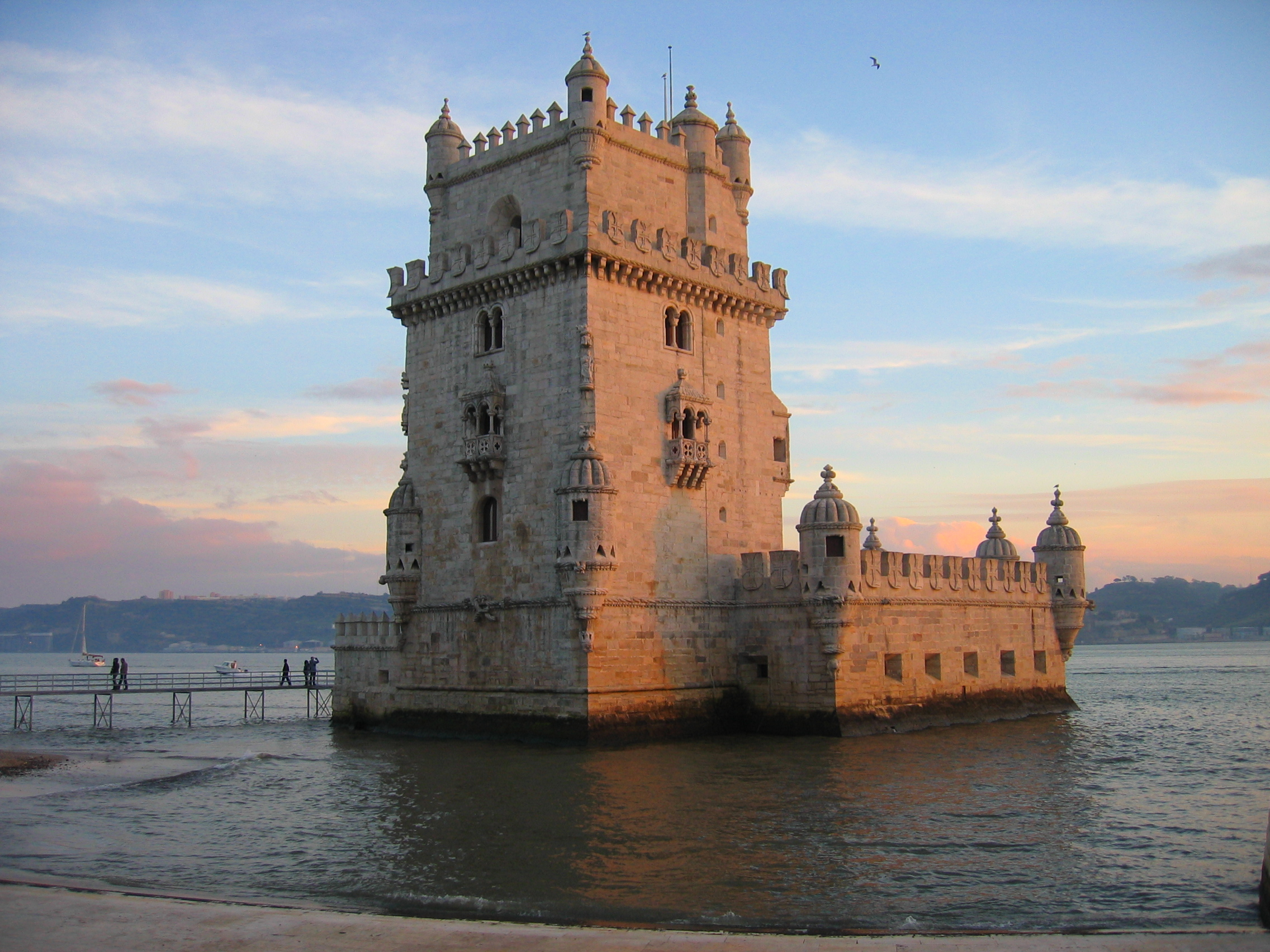
Lisboa também desistiu de se candidatar.

- Durban: o prefeito da cidade manifestou desejo de se candidatar. No entanto, o projeto não foi entregue.[14]
- Berlim e Hamburgo: as duas, que foram subsedes da Copa do Mundo FIFA de 2006, desistiram da disputa pelos Jogos de 2016 por considerarem serem maiores as chances quatro anos mais tarde.[15]
- Buenos Aires: a cidade, que já foi candidata a sede dos Jogos de 2004, apenas sinalizou uma possível candidatura.[16]
- Bruxelas: a capital da Bélgica desistiu da candidatura por considerar a vitória inatingível.[17]
- Montreal: a sede dos Jogos Olímpicos de Verão de 1976 manifestou o desejo de se candidatar, mas não o oficializou.[18]
- Dubai: a maior cidade dos Emirados Árabes Unidos manifestou o desejo de oficializar uma candidatura e desistiu.[19]
- Los Angeles, São Francisco, Houston e Filadélfia: Los Angeles perdeu a eleição interna nos Estados Unidos para Chicago. São Francisco também concorria, mas desistiu. Houston e Filadélfia não chegaram ao final do processo interno.[20]
- San Diego/Tijuana: a proposta de realizar os Jogos em duas cidades de dois países diferentes foi rejeitada pelo Comitê Olímpico dos Estados Unidos.[21]
- Nova Déli: preferiu adiar os planos para 2020.[22]
- Roma: desistiu após as vitórias de Londres para 2012 e Sochi para os Jogos Olímpicos de Inverno de 2014.[23]
- Fukuoka: a cidade perdeu a eleição interna no Japão para a capital Tóquio.[24]
- Monterrey: o Comitê Olímpico do México rejeitou a candidatura da cidade.[25]
- Lisboa: a capital portuguesa iniciou estudos para tentar uma candidatura, mas não oficializou  a tempo de concorrer neste processo.[26]
- Nairóbi: o Ministro dos Esportes do Quênia chegou a anunciar uma candidatura,[27] mas o Comitê Olímpico do país desistiu da ideia.
- Moscou: o prefeito da cidade havia anunciado em 2005 que, se Moscou perdesse a chance de sediar os Jogos de 2012, tentaria novamente, o que acabou não acontecendo.[28]
- Bangkok: após o sucesso da equipe do país nos Jogos Olímpicos de Verão de 2004, a capital da Tailândia manifestou interesse em sediar os Jogos de 2016, mas não oficializou candidatura.[29]
- Istambul: depois de quatro tentativas frustradas, a cidade mais importante da Turquia decidiu postergar para 2020 uma nova empreitada.[30]

### Avaliação das cidades postulantes

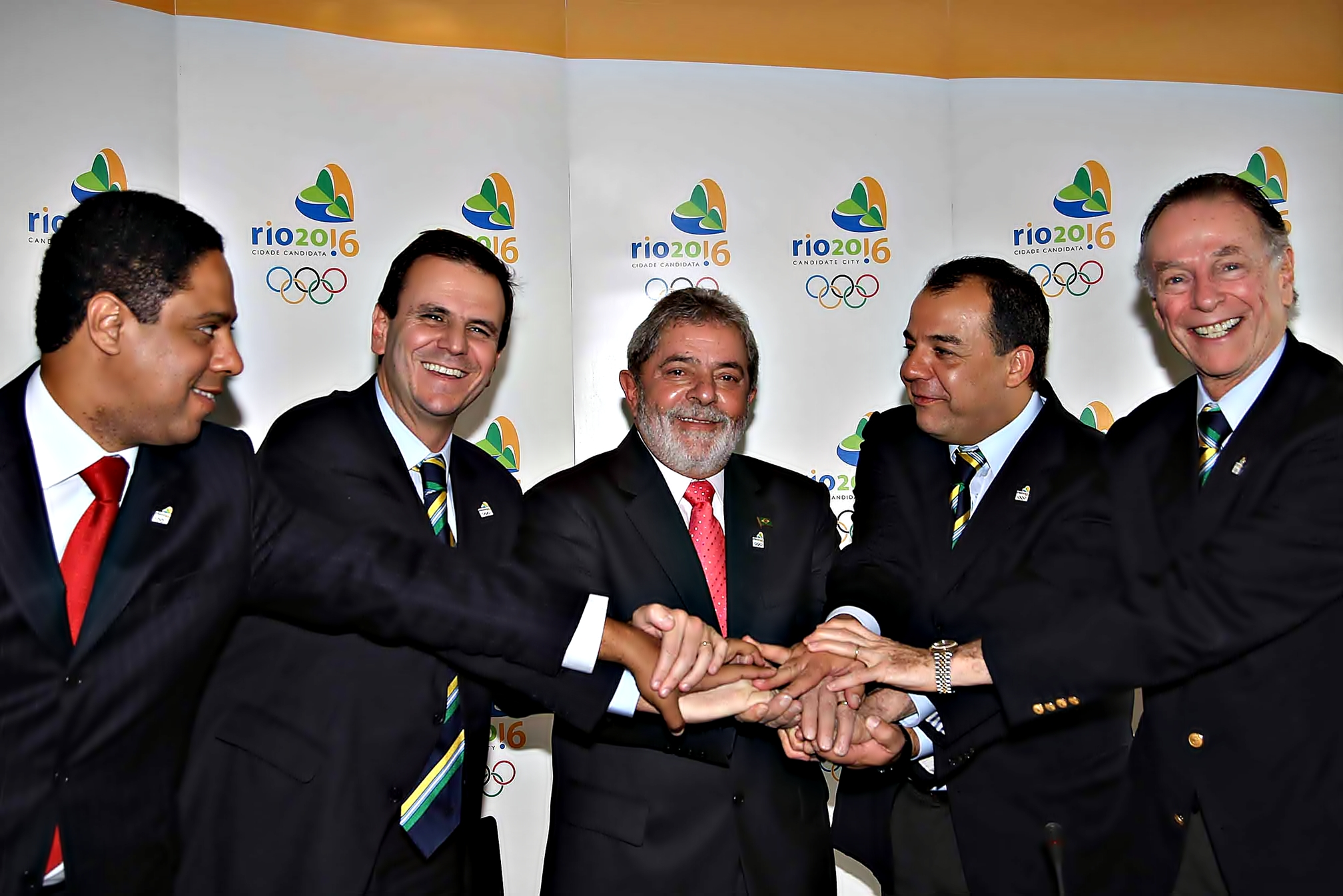
Apoio político é um dos critérios de avaliação. Na imagem, o então presidente Luiz Inácio Lula da Silva e outros políticos brasileiros fazem campanha a favor da candidatura do Rio de Janeiro em Londres.

As sete cidades que se inscreveram tiveram até 14 de janeiro de 2008 para responder ao primeiro questionário. Através da análise das respostas, o COI deu notas a cada projeto em cada um dos onze critérios de avaliação:
| - Apoio político e social - Infraestrutura geral - Locais de competição - Vila Olímpica - Meio ambiente - Acomodações | - Transporte - Segurança - Experiências anteriores - Finanças - Legado |

Cidades com nota geral média superior a seis (nível definido pelo COI) são consideradas aptas a receber os Jogos. Em junho de 2008, o COI fez o anúncio oficial, classificando quatro cidades e eliminando outras três:
| Classificadas - Tóquio (nota 8,3) - Madri (nota 8,1) - Chicago (nota 7,0) - Rio de Janeiro (nota 6,4) | Eliminadas - Doha (nota 6,9) - Praga (nota 5,3) - Baku (nota 4,3) |

As quatro finalistas tiveram assegurado o direito de usar os anéis olímpicos em seus logotipos, junto com a expressão "Candidate City" ("Cidade Candidata").

### Candidaturas eliminadas

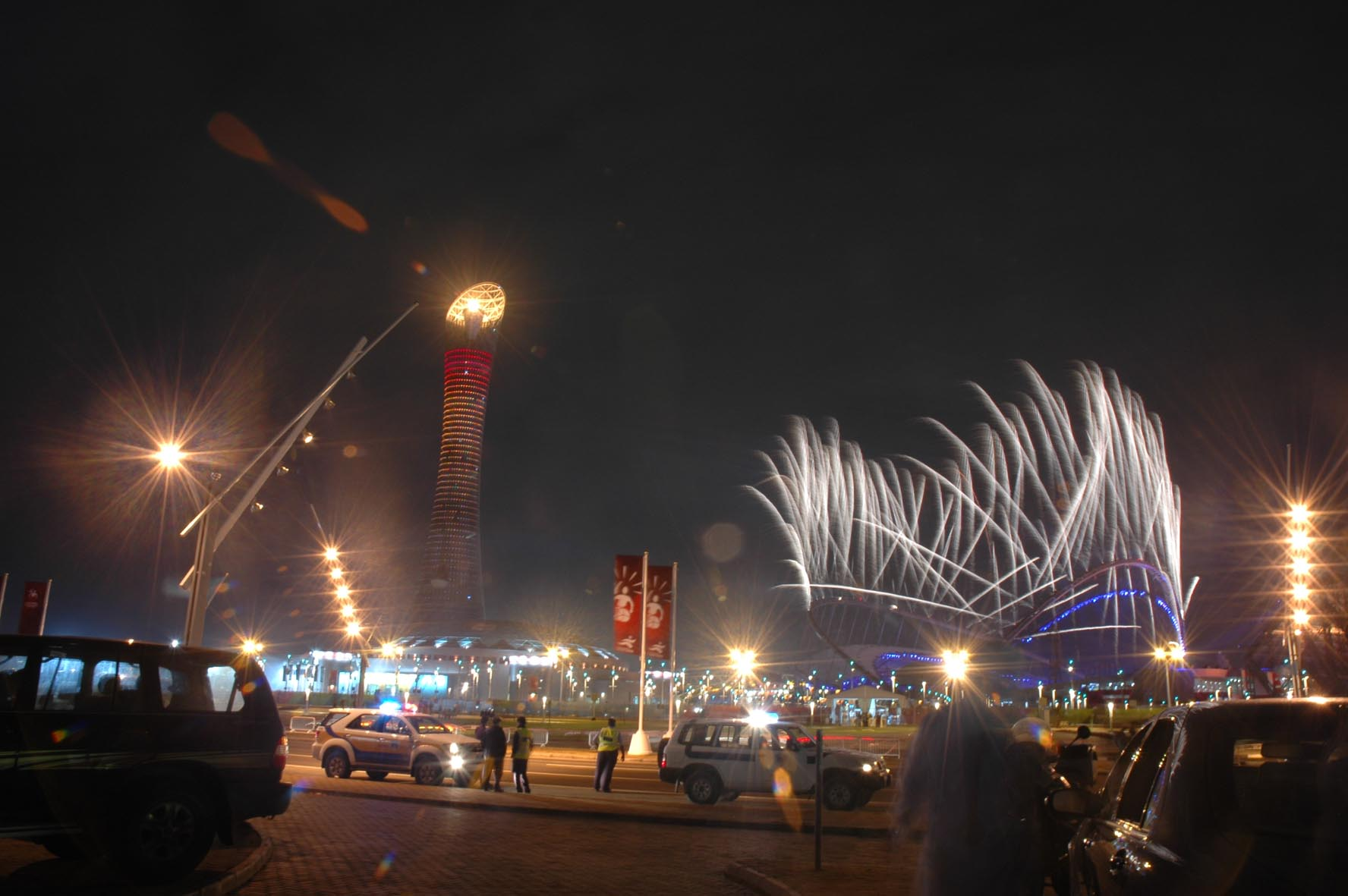
Doha planejava usar nos Jogos de 2016 o legado dos Jogos Asiáticos de 2006.

As cidades eliminadas na primeira fase tiveram problemas variados na avaliação do Grupo de Trabalho. O projeto de Doha previa, em virtude de condições climáticas mais favoráveis, a realização dos Jogos em outubro. A segurança receberia investimentos de 44 milhões de dólares e 70% dos eventos seriam realizados em instalações construídas para os Jogos Asiáticos de 2006. A cidade, apesar de ter obtido uma nota mais alta que o Rio de Janeiro, não foi classificada exatamente por propôr a realização dos Jogos em um período fora do proposto pelo COI (junho a setembro) e por estar numa região propensa a ataques terroristas. Praga havia projetado a construção de três centros: um estádio para a natação, um complexo olímpico na periferia da cidade e um velódromo em Brno. A falta de infraestrutura da cidade, que havia sido apontada por integrantes do governo nacional, foi um dos fatores que determinaram a eliminação da capital da República Checa. Já o projeto de Baku previa a realização dos Jogos em quatro regiões, todas a menos de 10 km da Vila Olímpica. Seriam construídas 23 instalações esportivas e cerca de 80.000 quartos em hotéis. A cidade recebeu as notas mais baixas em praticamente todos os quesitos.

### Avaliação das cidades candidatas

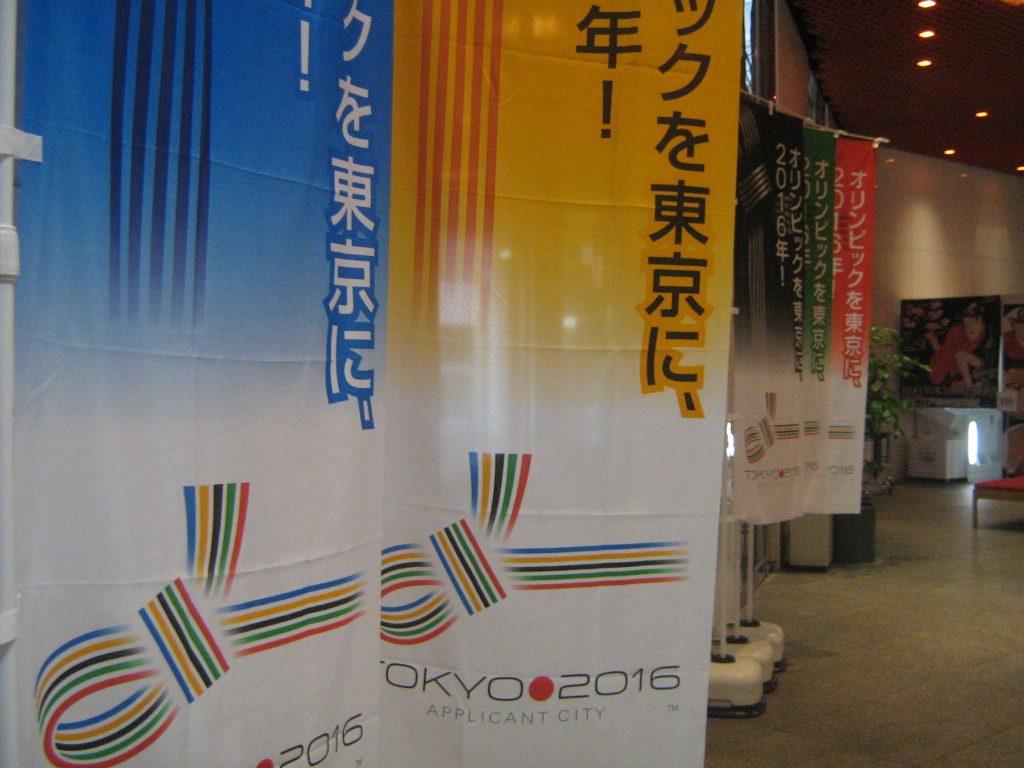
Cartazes divulgam a candidatura de Tóquio no museu Edo-Tokyo.

Em 12 de fevereiro de 2009, todas as candidatas enviaram o documento de candidatura ao COI. Após um período de análise pelo órgão, as cidades foram visitadas pela Comissão Avaliadora, composta por doze membros e liderada pela ex-atleta marroquina Nawal El Moutawakel. As visitas, de quatro dias cada, ocorreram entre 4 de abril e 8 de maio.
- Chicago - 4 a 7 de abril
- Tóquio - 16 a 19 de abril
- Rio de Janeiro - 29 de abril a 2 de maio
- Madri - 5 a 8 de maio

Em 2 de setembro de 2009, o COI divulgou os relatórios da inspeção das quatro candidatas. Por não conter notas ou rankings, as avaliações foram consideradas muito equilibradas.
Madri teve o projeto mais criticado, principalmente por causa da falta de clareza das leis antidoping da Espanha e da estrutura organizacional do comitê local. As críticas fizeram os representantes da candidatura correrem contra o tempo, e, mesmo com o prefeito Alberto Ruiz-Gallardón chegando a admitir uma derrota, conseguiram mudanças nas leis antidoping do país poucos dias antes da votação.
Tóquio também teve bastantes críticas, nomeadamente em relação ao tamanho do terreno destinado à vila olímpica, às condições de algumas instalações e ao baixo apoio popular, embora os números da pesquisa conduzida pelo COI tenham sido sutilmente contestados.

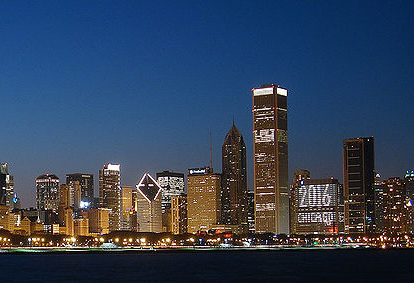
Edifícios em Chicago divulgam a candidatura da cidade.

Chicago recebeu críticas em virtude do alto orçamento e da falta de garantias financeiras, além da falta de um projeto claro para o transporte público e dos problemas relacionados ao trânsito intenso na região onde o comitê local pretendia realizar os Jogos. Com o objetivo de corrigir as falhas apontadas no relatório, o Conselho Municipal aprovou por unanimidade garantias governamentais para o financiamento dos Jogos.
O Rio de Janeiro teve um projeto bastante elogiado, mas a Comissão Avaliadora demonstrou preocupação com as acomodações, o trânsito e a segurança. Segundo representantes do Comitê Olímpico Brasileiro, o relatório deu um impulso à candidatura, que já havia sido fortemente elogiada em apresentações anteriores. O Rio de Janeiro era a cidade favorita para vencer em duas avaliações de sites especializados em candidaturas olímpicas, o BidIndex, do site GamesBids.com, e o Power Index, do site AroundTheRings.com. Órgãos de imprensa de países com cidades concorrentes, como o jornal espanhol El País, também anunciavam o Rio como favorito.
A presença de chefes de Estado na sessão do COI em que a votação ocorreria era vista como decisiva. O presidente do Brasil Luiz Inácio Lula da Silva foi o primeiro a confirmar a presença semanas antes, seguido do Rei Juan Carlos da Espanha. Poucos dias antes da votação, também confirmaram presença o presidente dos Estados Unidos Barack Obama e o chefe de governo do Japão, o primeiro-ministro Yukio Hatoyama.

### Processo final
Veja também: 121ª Sessão do COI
A cerimônia de abertura da 121ª Sessão do COI, em Copenhague, na Dinamarca, ocorreu em 2 de outubro de 2009. Em discursos oficiais, o presidente do Comitê Olímpico Internacional Jacques Rogge e a Rainha da Dinamarca Margarete II elogiaram as cidades candidatas e o processo de eleição, que era um dos mais disputados da história.
Em 2 de outubro, dia da eleição, a Sessão foi realizada no centro de convenções Bella Center, com coordenação geral do presidente Rogge. Dos 106 membros do Comitê Olímpico Internacional, onze não votaram na primeira rodada:
| Membros de países com cidades candidatas - João Havelange - Carlos Arthur Nuzman - Anita DeFrantz - James Easton - Chiharu Igaya - Shun-ichiro Okano - Juan Antonio Samaranch Jr. | Membro licenciado - Kun Hee Lee Membros ausentes - Alpha Ibrahim Diallo - Saku Koivu Presidente do COI - Jacques Rogge |

Assim, a primeira rodada contabilizou 95 votos.

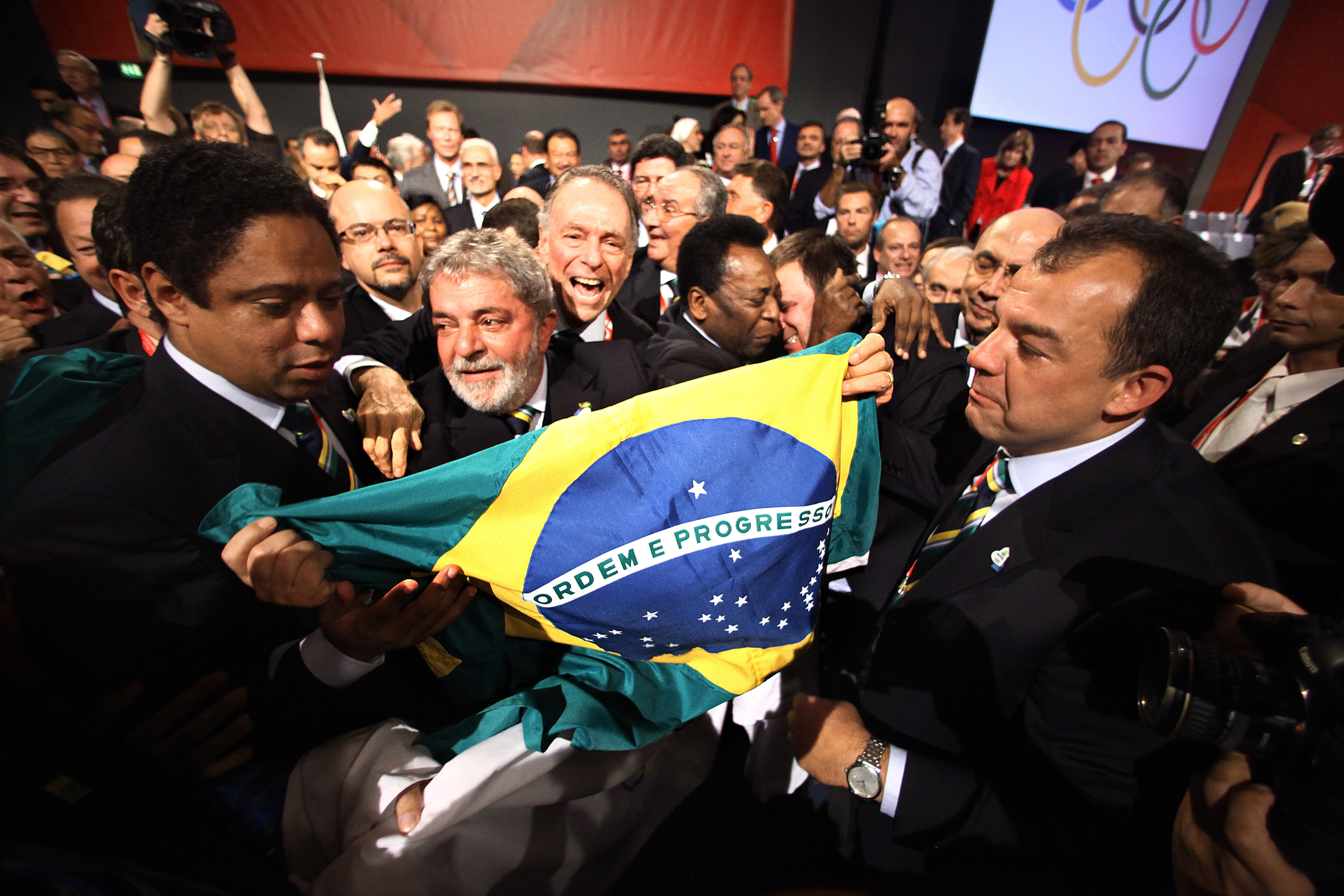
O presidente do Brasil Luiz Inácio Lula da Silva e membros da delegação brasileira comemoram a escolha do Rio de Janeiro.

A votação eletrônica começou pouco depois das 15 horas (UTC), e as primeiras eliminadas foram, pela ordem, Chicago e Tóquio. Após a eliminação de uma cidade, os membros do seu país ficam autorizados a votar nas rodadas seguintes. Rio de Janeiro e Madri chegaram à final, concluída em poucos minutos. Por volta das 17 horas UTC, o Rio de Janeiro foi formalmente declarado vencedor pelo presidente Jacques Rogge.
Após o anúncio, os resultados da votação foram divulgados:
| Cidade         | NOC            | 1ª rodada | 2ª rodada | 3ª rodada |
| -------------- | -------------- | --------- | --------- | --------- |
| Rio de Janeiro | Brasil         | 26        | 46        | 66        |
| Madri          | Espanha        | 28        | 29        | 32        |
| Tóquio         | Japão          | 22        | 20        | —         |
| Chicago        | Estados Unidos | 18        | —         | —         |

## Candidaturas finalistas

### Rio de Janeiro

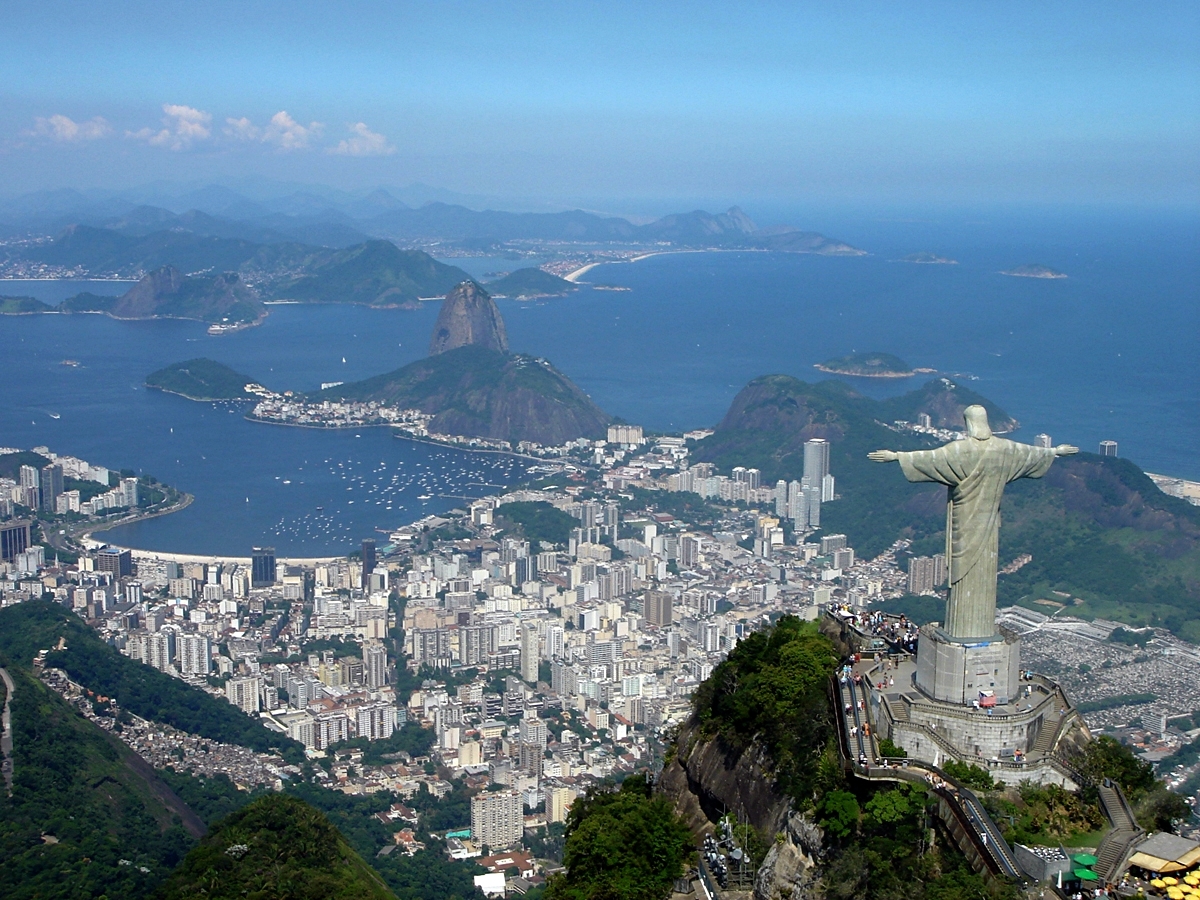
O projeto do Rio de Janeiro prevê a realização dos Jogos em instalações espalhadas pela cidade.

O Rio de Janeiro apostou em alguns fatores como desenvolvimento social, abertura de novos territórios para o Movimento Olímpico (já que os Jogos nunca ocorreram na América do Sul), criação de núcleos esportivos e fortalecimento da marca do Comitê Olímpico Internacional, para conseguir o direito de realizar os Jogos Olímpicos. O planejamento urbano e social de longo prazo e o desenvolvimento do esporte estão sendo importantes legados para a região. Toda a cidade estará envolvida na realização das Olimpíadas, com a divisão dos eventos em quatro regiões: Barra (com vinte modalidades mais a Vila Olímpica e os centros de imprensa), Copacabana (sede de oito modalidades ao ar livre), Maracanã (que irá sediar 5 modalidades e as cerimônias) e Deodoro (sede de sete modalidades). Brasília, São Paulo, Salvador, Belo Horizonte  e Manaus serão as subsedes do torneio de futebol. O custo da realização dos Jogos Olímpicos de Verão de 2016 no Rio de Janeiro (excluindo gastos públicos) foi estimado em 750 milhões de dólares, sendo 290 milhões gerados com a venda de ingressos e o restante pelo setor privado. Receitas adicionais deverão provir da Lei Agnelo/Piva, da circulação de moedas especiais e do Plano Conjunto de Marketing, parceria do Comitê Organizador e do Comitê Olímpico Internacional. Para facilitar a locomoção entre os locais de competição, três corredores serão criados interligando as regiões, com a utilização de veículos leves sobre pneus, Veículo leve sobre trilhos na Zona Central e Portuária da cidade, pórtico de entrada da cidade para turistas que chegam de navio ou voos domésticos e metrô.

### Madri

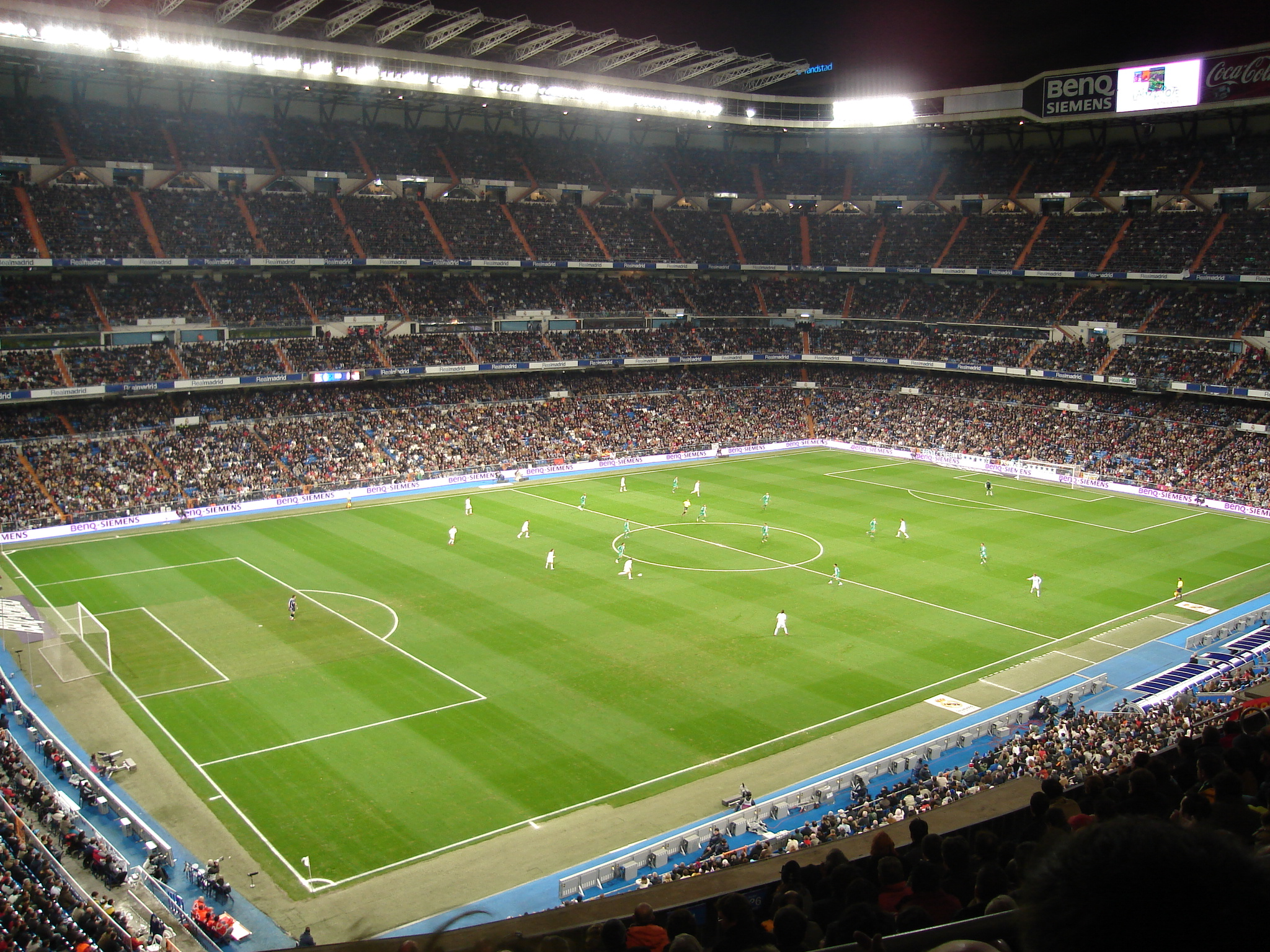
O Estádio Santiago Bernabéu seria a sede da final do futebol.

O projeto de Madri era realizar os Jogos Olímpicos em duas áreas, a Zona Núcleo (o "coração" dos Jogos) e a Zona Rio (os "pulmões" dos Jogos). A candidatura esperava desenvolver a infraestrutura esportiva da região e gerar legados em cinco áreas: social, esportiva, econômica, ambiental e cultural. As obras de infraestrutura necessárias seriam custeadas com dinheiro público e o restante da receita proviria de fontes privadas, principalmente do marketing. Das trinta instalações projetadas para os Jogos de Madri, 21 estariam a menos de quinze quilômetros da Vila Olímpica e 25 a menos de doze quilômetros do centro da cidade. Na Zona Núcleo, na região leste da cidade, estariam quinze locais de competição (entre eles o Estádio Olímpico), a Vila Olímpica e os centros de imprensa. Na Zona Rio, um projeto de revitalização urbana e ambiental do Rio Manzanares permitiria a realização de onze modalidades em suas margens. Além de Madri, seis cidades também receberiam eventos dos Jogos: Valência (sede da Vela), Córdoba, Málaga, Mérida, Barcelona e Palma de Mallorca (todas subsedes do torneio de futebol).

### Tóquio

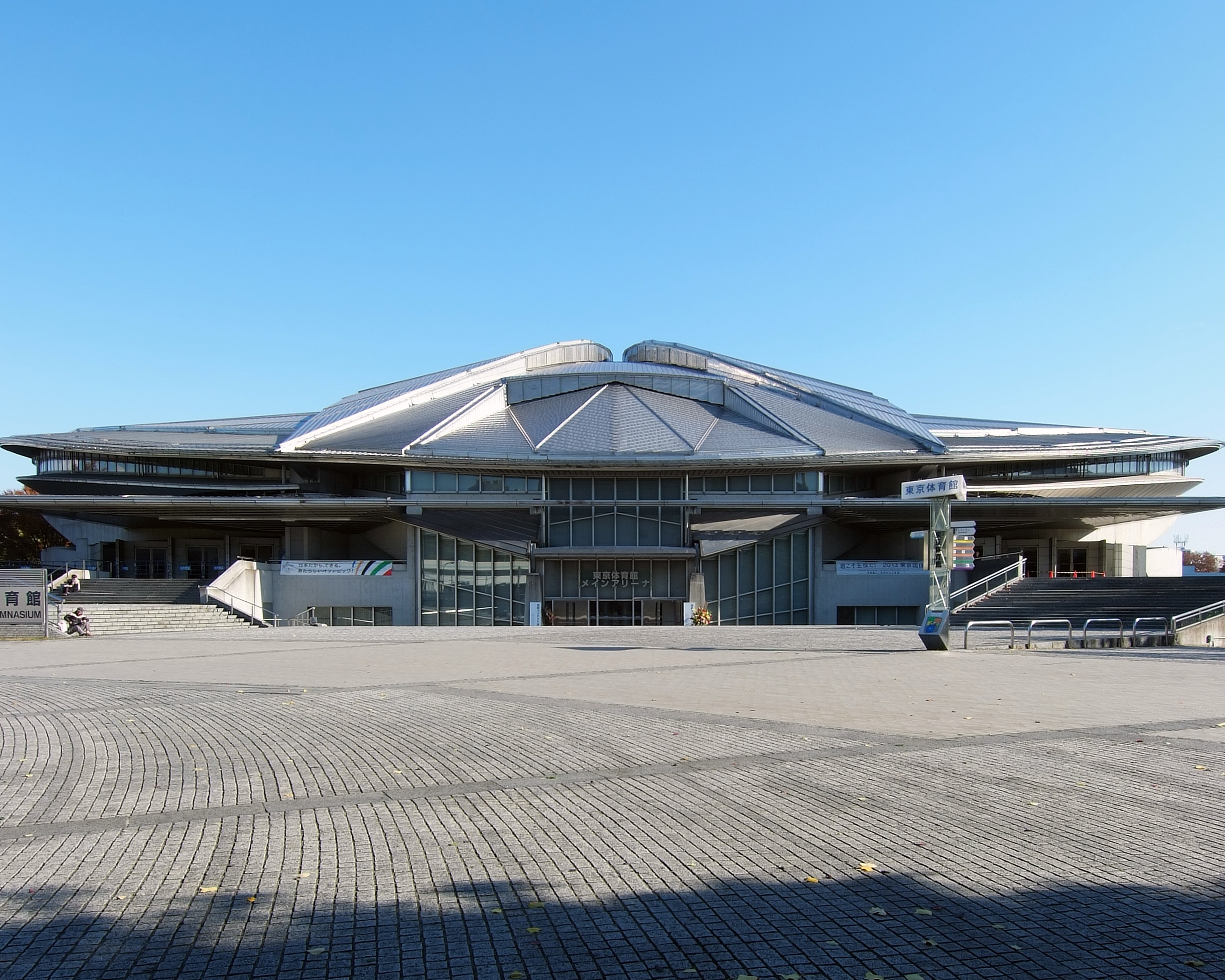
O Tokyo Metropolitan Gymnasium foi usado nos Jogos de 1964 e estava no projeto para 2016.

Tóquio planejava realizar os Jogos Olímpicos mais compactos da história, com mais de 90% das instalações localizadas em duas regiões no centro da cidade, estando o Estádio Olímpico e a Vila Olímpica na interseção das duas áreas. Das 31 instalações projetadas para receber as Olimpíadas, 21 já estavam prontas e em pleno uso. Algumas delas, como o Tokyo Metropolitan Gymnasium, o Estádio Kasumigaoka e o Nippon Budokan, foram utilizadas  nos Jogos Olímpicos de Verão de 1964 e fazem parte do legado que esta edição olímpica deixou na cidade. Fora de Tóquio, Sapporo, Saitama, Yokohama e Osaka receberiam partidas do futebol, nos mesmos estádios que sediaram a Copa do Mundo FIFA de 2002. A hotelaria era um dos pontos fortes da candidatura, já que haveria uma oferta de quase 130 mil quartos num raio de cinquenta quilômetros a partir do centro da cidade. Os mais de 230 km de autoestradas e mais de mil quilômetros de linhas de metrô formariam uma excelente estrutura de transportes, que não precisaria de obras especiais em virtude dos Jogos.

### Chicago

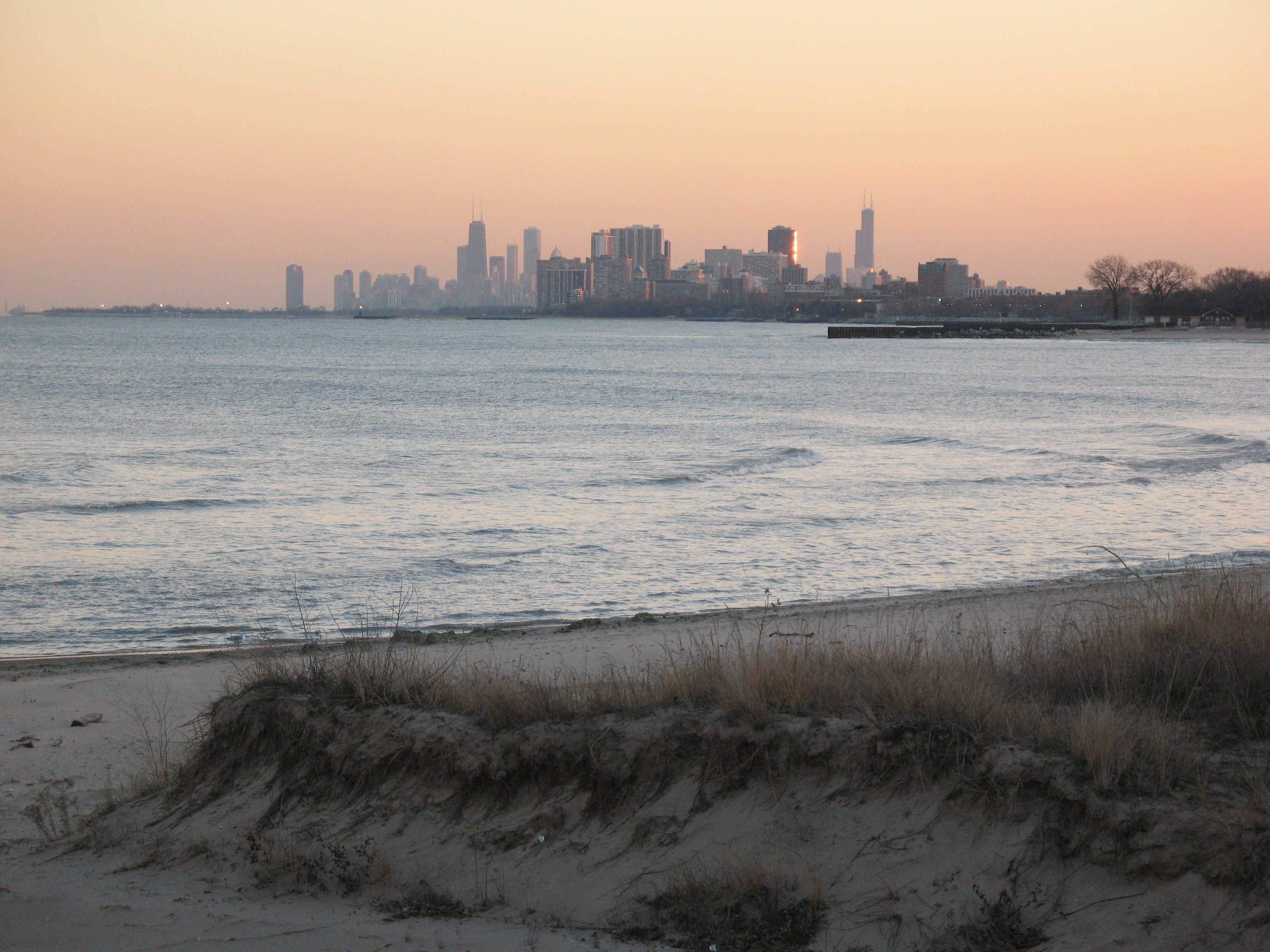
A maioria das competições seria realizada próximo ao Lago Michigan.

O projeto de Chicago era realizar Jogos compactos, estando a maioria das instalações nas proximidades do Lago Michigan, de modo a reduzir o tempo de deslocamento entre os locais de competição, o que possibilitaria que o trajeto fosse feito a pé. Com custo estimado em 3,8 bilhões de dólares, cinco instalações permanentes e onze temporárias seriam construídas, juntando-se a onze já existentes. O McCormick Place, maior centro de convenções da cidade, poderia abrigar onze esportes olímpicos e oito paraolímpicos, além dos centros de imprensa. Após os Jogos, o Estádio Olímpico, uma das novas instalações, teria sua capacidade reduzida e receberia diversos eventos acessíveis à comunidade. 91% dos atletas competiriam a até quinze minutos de distância da Vila Olímpica, que teria capacidade para mais de dezessete mil pessoas. O relatório da candidatura reconheceu que o trânsito da cidade era um problema, mas apontou a criação de faixas exclusivas e a concepção de uma agenda de eventos, que otimizasse o uso dos transportes, como soluções para a questão. A segurança dos Jogos seria coordenada pela Polícia de Chicago, com apoio de órgãos nacionais, como o FBI e o Departamento de Segurança Interna, e estaduais, como a Guarda Nacional de Illinois.

## Polêmicas

### Críticas à candidatura do Rio de Janeiro

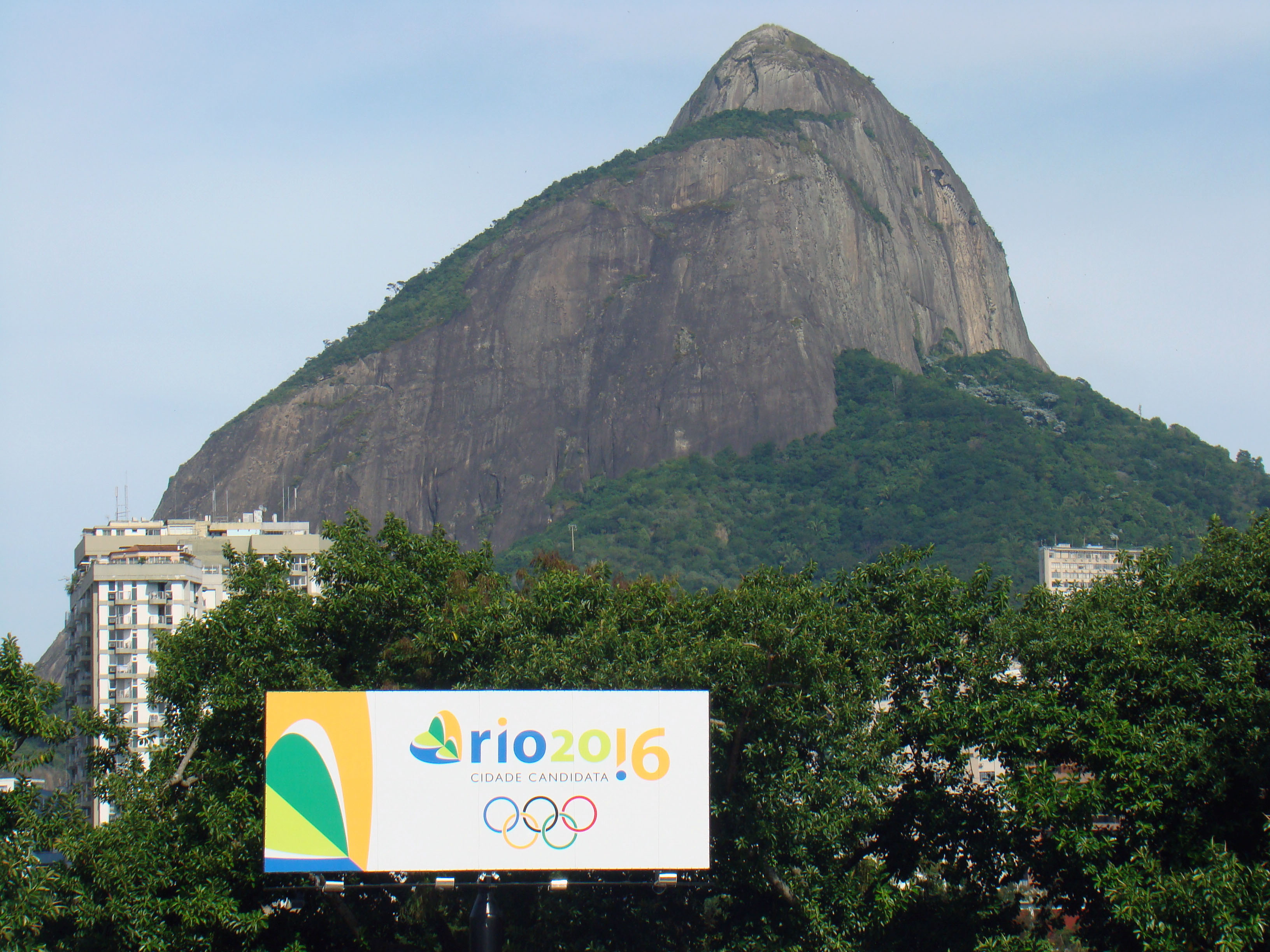
Outdoor promove a candidatura carioca próximo ao Morro Dois Irmãos, no Leblon.

Na semana que antecedeu a votação, duas declarações envolvendo a candidatura do Rio de Janeiro geraram polêmica. A primeira foi feita pelo prefeito de Chicago, Richard M. Daley, que disse ter sua cidade uma vantagem sobre o Rio, por causa da Copa do Mundo FIFA de 2014, que, segundo ele, anularia a escolha da cidade. Representantes da candidatura carioca levaram o caso ao Comitê Olímpico Internacional, embora nenhuma queixa formal tenha sido feita. Questionado sobre a denúncia, o prefeito foi evasivo e declarou não ter conhecimento do caso.
A outra declaração foi a do vice-presidente do Comitê Olímpico Espanhol, José María Odriozola, que classificou o projeto do Rio de Janeiro como "a pior candidatura" e creditou o favoritismo da cidade ao marketing e ao ineditismo, já que os Jogos nunca ocorreram na América do Sul. O Comitê Rio 2016, em resposta a essas declarações, fez uma queixa formal contra a candidatura de Madri e chamou de "inaceitáveis" as críticas de Odriozola, consideradas pelo comitê o oposto do que a Comissão Avaliadora do COI manifestou em seu relatório, divulgado no início de setembro. No mesmo dia da declaração, a chefe do Comitê Madrid 2016, Mercedes Coghen, pediu desculpas oficiais pelo ocorrido. Odriozola, entretanto, manteve-se firme e apenas lamentou que alguém tenha se ofendido com a opinião pessoal dele.

### Protestos em Copenhague
Duas cidades, Tóquio e Chicago, sofreram com protestos nos dias anteriores a eleição. Os manifestantes contra o projeto da capital japonesa argumentavam que a candidatura havia sido desenvolvida de forma antidemocrática, sem apoio popular. Já o grupo No Games Chicago, que havia feito protestos durante a visita da Comissão Avaliadora à cidade, em abril, foi até Copenhague tentar falar com o presidente Barack Obama e convencê-lo de que Chicago não era uma boa escolha. As duas cidades ficaram de fora da rodada final da votação.

### Desconfianças sobre a lisura do processo de eleição
Após a escolha do Rio de Janeiro como sede dos Jogos, surgiram desconfianças de representantes de outras candidaturas sobre a lisura do processo de eleição. Representantes da candidatura de Chicago declararam que a eliminação da cidade americana estava relacionada com a polêmica sobre os direitos de mídia dos Jogos nos Estados Unidos e com o repasse de verba do COI para o Comitê Olímpico do país, o que significava que Chicago não havia sido escolhida por questões externas ao processo, e não por mérito do projeto. O governador de Tóquio, Shintaro Ishihara, também demonstrou desconfiança com o processo, insinuando que o presidente brasileiro Luiz Inácio Lula da Silva havia feito promessas ilegais e que a vitória havia sido conquistada "nos bastidores". Em resposta a essas declarações, o Comitê Olímpico Brasileiro entrou com um protesto no Comitê Olímpico Internacional.

### Escândalo de Compra de Votos para a Candidatura da Rio 2016 - Operação Unfair Play
Em 5 de setembro de 2017, a Polícia Federal (PF) deflagrou a Operação Unfair Play com mandados de busca e apreensão contra Carlos Arthur Nuzman, presidente do Comitê Olímpico do Brasil (COB) e do Comitê Organizador dos Jogos Olímpicos e Paralímpicos Rio 2016. No mês seguinte a PF prendeu na segunda fase da operação o presidente do COB suspeito de ter subornado jurados para escolha do Rio de Janeiro como sede das Olimpíadas. A Unfair Play é um desdobramento da Operação Lava Jato que investiga a compra de votos para eleger o Rio de Janeiro como cidade olímpica. A operação foi motivada por um pedido do Ministério Público da França, no fim de 2016, após encontrar indícios de corrupção na candidatura do Rio em investigação sobre doping no atletismo. O ex-atleta Eric Maleson, que foi presidente da Confederação Brasileira de Desportos no Gelo denunciou Nuzman à Polícia Federal.